# 富澤宏哉
富澤 宏哉（とみざわ ひろや、1931年7月25日 - ）は、プロ野球審判員。現在は野球解説者、全日本軟式野球連盟顧問（審判技術担当）。東京都出身。東京都立小金井工業高等学校卒業。

## 来歴・人物
社会人野球の審判を経て、1955年にセ・リーグ審判部へ入局。1980年から1989年まで審判部長、1990年1月引退。セ・リーグ審判袖番号は10（1988年採用から1990年キャンプイン直前引退まで、10は1998年以降名幸一明がつけている）。引退するまでの通算出場試合数は3775試合。オールスターゲーム出場9回、日本シリーズ出場9回。引退後は日本野球機構規則委員や、米国のジム・エバンス審判学校講師を務めた。同年齢の岡田功審判が1991年に3776試合出場を達成するまで、通算試合出場数の日本記録保持者であった。
読売ジャイアンツの王貞治がメジャーリーグ記録を超える通算756号本塁打を達成した1977年9月3日の対ヤクルトスワローズ戦（後楽園球場）で球審を務め、1959年6月25日、後楽園球場で行われた天覧試合巨人‐阪神戦でレフト側外審をそれぞれ務めた。また、20代での日本シリーズ出場（1960年、29歳）は現在に至るまで両リーグ通じ唯一の記録である。
選手としての野球経験がほとんどなく（選手経験のないプロ野球審判員第1号である）、ファウルボールの後マウンドの投手へボールを投げることが出来ないほど技術的には野球音痴だったため、捕手へ直接手渡しをしていた。また1972年には自費で米国のアル・ソマーズ審判学校に留学しており、日本人による審判学校留学生第1号でもあった（そのため晩年審判名鑑には経歴欄に唯一審判学校留学（＝アル・ソマーズ審判学校）と記載してあった。現在はセ・パ共に審判学校留学が義務付けられているから必ず審判学校名が記載されている）。引退の前年にインサイドプロテクターに変更している。
グラウンド外のエピソードとしては、1980年に名古屋遠征中、焼身自殺を図った男性を救助し、中村署から表彰を受けている。
2025年1月16日、公益財団法人野球殿堂博物館は富澤の野球殿堂入りを発表した。

## 日本シリーズ1時間19分中断
1978年の日本シリーズ・ヤクルト対阪急第7戦（後楽園球場）、6回裏ヤクルトの攻撃。4番打者・大杉勝男一塁手が阪急・足立光宏投手の投じた内角シュートをすくい上げレフトポール際へ。打球はポールの数メートル下を通過したが、レフト側外審だった富澤はポールの上を通過したように見て本塁打と判定。これに対し、阪急・上田利治監督はレフトポール下の富澤の元まで行き猛抗議し、全選手をベンチへ引き上げさせた。その後全審判と阪急首脳陣、簑田浩二など一部の選手達も交えて協議を続けるが結論に達しない。上田は「レフト外審を交代すれば試合再開に応じる」と一向に引かず、見かねた当時のNPBコミッショナー・金子鋭がグラウンドへ来て、再開するよう上田へ頭を下げた。しかし、上田はこれにも応じず、金子は激怒。ついには当時の阪急球団代表・渓間秀典が「（審判の交代はルール上認められていないので）あかん。コミッショナーの言う事だけは聞いて（試合を再開して）くれ」と懇願するようにまでなった。結局上田は抗議を取り下げて試合再開に同意。試合はその後、大杉が阪急・山田久志投手から文句なしの本塁打を放つなど、4対0でヤクルトが勝利し初の日本一に輝き、大杉は日本シリーズMVPに輝いた。
この試合の中断時間は1時間19分となり、シリーズ史上最長中断時間として今も残っている。
また、数々の実績を残した富沢にとっても、この年が最後の日本シリーズ出場となった。